# Worlds away
Worlds away is het vierde studioalbum van Pablo Cruise uit Californië.
Pablo Cruise trok opnieuw de Record Plant Studio in Sausalito in voor opnamen; aanvullende opnamen vonden plaats in de Redwing Studio in Los Angeles. Opnamen vonden plaats in februari en maart 1978, release kwam in juni 1978. Het album zou het succesvolste blijken te zijn uit de geschiedenis van de band. Het haalde in de Billboard 200 de zesde plaats in 43 weken notering mede dankzij een drietal hits Love will find a away, Don’t want to live without it en I go to Rio, origineel van Peter Allen.
Zoals bij alle albums van Pablo Cruise had Europa, waaronder Nederland en België nauwelijks aandacht voor zowel album als singles, terwijl I go to Rio van Peter Allen er wel een hitje was geweest.
Bruce Day kwam Bud Cockrell vervangen.

## Musici
- David Jenkins – zang, gitaren
- Steve Price – drumstel, percussie
- Bruce Day – basgitaar, zang
- Cory Lerios – toetsinstrumenten en zang

Zij werden ondersteund door veel bekendere musici: Steve Porcaro (toetsen), Mike Porcaro (bas) van Toto en James Newton Howard (toetsen)

## Muziek
| Nr. | Titel                                  | Duur |
| --- | -------------------------------------- | ---- |
| 1.  | Worlds away (Lerois, Day, Bob Brown)   | 3:45 |
| 2.  | Love will find a way (Jenkins, Lerios) | 4:11 |
| 3.  | Family man (Jenkins Lerios)            | 4:56 |
| 4.  | Runnin’ (Jenkins, Lerios)              | 6:30 |

| Nr. | Titel                                                  | Duur |
| --- | ------------------------------------------------------ | ---- |
| 1.  | Don’t want to live without it (Jenkins, Lerios)        | 4:37 |
| 2.  | You’re out to lose (Jenkins, Lerios, Michael McDonald) | 3:28 |
| 3.  | Always be together (Jenkins, Lerios)                   | 5:01 |
| 4.  | Sailing to paradise (Jenkins, Lerios, David Batteau)   | 3:26 |
| 5.  | I go to Rio (Peter Allen, Adrienne Anderson)           | 3:59 |